# Bundesstrasse 10
Bundesstraße 10 är en förbundsväg i Tyskland. Vägen går ifrån Eppelborn till Neusäß via bland annat Karlsruhe, Stuttgart och Ulm. Vägen som är omkring 300 kilometer lång går igenom förbundsländerna Saarland, Rheinland-Pfalz, Baden-Württemberg och Bayern.